# BR-030
Die BR-030 ist eine Bundesfernstraße in Brasilien. Sie führt von der Hauptstadt Brasília in den Osten des Landes über eine Länge von 1.158 Kilometern nach Campinho (Bahia). Dabei durchquert sie neben dem Bundesdistrikt die Bundesstaaten Goiás, Minas Gerais und Bahia. Die Straße ist nicht durchgehend befestigt und in einigen Abschnitten noch in Planung. 